# Motoji Ikeya
Motoji Ikeya est un physicien nucléaire japonais né à Osaka le 17 mai 1940 et mort le 14 mars 2006. 
Il obtient son premier degré universitaire en 1963 du Department of Electronic Engineering de l'université de Osaka, et doctorat en 1967 du Department of Nuclear Engineering à la même université. La majeure partie de sa carrière se déroule à l'université de Yamaguchi (1973–1987), puis celle de Osaka à partir de 1987, d'où il prend sa retraite en 2004. Dans la communauté scientifique, Motoji est connu principalement pour ses contributions pionnières à la datation par résonance de spin électronique (ESR en anglais). En 1975 il publie dans Nature son article de pointe sur la datation par ESR des spéléothèmes de la grotte de Akiyoshi. Moins connu, son article en 1980 sur la Fluorescence induite par laser (en anglais laser-induced luminescence) de la calcite et ses applications à la datation archéologique, longtemps avant que la datation optique des sédiments ne soit introduite par Huntley et al. 
Chercheur interdisciplinaire, il a exploré à peu près toutes les applications de la datation par ESR. Il est l'auteur de plus de 300 articles et livres scientifiques. 